# Cyathocalyx magnifructus
Cyathocalyx magnifructus là loài thực vật có hoa thuộc họ Na. Loài này được Rui Jiang Wang và Richard M. K. Saunders mô tả khoa học đầu tiên năm 2006.

## Phân bố
Có tại Borneo.